# Omnadren
Omnadren är en anabol steroid, som liknar Sustanon. Den innehåller fyra olika testosteronestrar. Omnadren var en väldigt populär steroid i början av 90-talet, men efter att ingredienserna hade bytts ut så minskade denna steroid i popularitet. Omnadren tillverkas endast i Polen av Jelfa tidigare Polfa, i den polska staden Jelenia Gora.
Denna steroid räknas som en av de billigaste steroiderna på den svarta marknaden, men är ändå den som nästan allra mest förfalskas. Kopiorna kommer oftast ifrån Ryssland och Bulgarien.
Den amerikanska termen "omnaskull" är ett smeknamn för den stora vätskebildningen i huvudet som Omnadren orsakar.